# Prêmio Yamato de 2007
O Prêmio Yamato de 2007 foi a 5a edição da premiação que é considerada o Oscar da Dublagem Brasileira. A premiação deste ano aconteceu no dia 14 de julho, às 19 horas, dentro do evento Anime Friends 2007.
A grande novidade deste ano foi que para as categorias exclusivamente artísticas (dublador, dubladora, dublador coadjuvante, dubladora coadjuvante e narração) foram entregues dois troféus, um para quem teve o maior número de votos do júri oficial do evento e outro pra quem teve o maior número de votos do público na votação da internet, através do site do Anime Friends.
Para calcular o número de votos do público, foram retirados os que possuíam IPs (identificação de acesso a internet) repetidos e a eles foram somados os votos do júri.

## Votação
A votação ocorreu via internet. Começou no dia 11/05/2007 e encerrou-se no dia 31/05/2007. Na primeira fase foram dez pré-indicados em cada categoria. O público votou via internet e elegeu os seus preferidos. Os cinco mais votados foram considerados os indicados oficiais para o Prêmio Yamato e entre eles o júri escolhido pela organização elegeu os vencedores. A votação através de finalistas visa manter a participação ativa do público, sem que campanhas favorecendo determinado animê ou estúdio em uma eleição final, causando assim uma melhor distribuição dos prêmios.

## Lista de Indicações
- Fontes:[1][3]

Melhor Dublagem
- Cavaleiros do Zodíaco Saga de Hades - Álamo (ep. 1 a 13) / Dubrasil (ep. 0)
- Efeito Cinderela - Uniarthe
- Lost - Álamo (1ª Temporada)
- Meu amigo da escola é um macaco - Som de Vera Cruz
- Os Sem Floresta - Audio Corp

Melhor Dublador
- Luciano Monteiro - Zack (Zack e Code Gemeos em ação)
- Marco Antônio Costa - Jack Sparrow (Os Piratas do Caribe 2)
- Marcio Araújo - Ranma (Ranma 1/2)
- Raul Schlosser - Ranma (Efeito Cinderela)
- Vagner Fagundes - Ruffy (One Piece)

Melhor Dubladora
- Andrea Murucci - Emily (A Noiva Cadáver)
- Fátima Noya - Ranma (Ranma 1/2)
- Gisa della Mare - Alice (Efeito Cinderela)
- Iara Riça - Fuu (Samurai Champloo)
- Tatiane Keplmair - Gabrilea (High School Musical)

Dublador Coadjuvante
- Borges de Barros - Song Taijin (Efeito Cinderela)
- Jorge Vasconcellos - Diretor Sapão (Meu Amigo da Escola é um Macaco)
- Luis Laffey - Shion (Cavaleiros do Zodíaco Saga de Hades)
- Mário Jorge Andrade - Mate (Carros)
- Roberto Rocha - Parco Folgoro (Zatch Bell)

Dubladora Coadjuvante
- Cecília Lemes - Artemis (Os Cavaleiros do Zodíaco: Prólogo do Céu)
- Flávia Narciso - Tia (Zatch Bell)
- Fernanda Crispim - Rey Rey (Vida e Aventura de Juniper Lee)
- Flora Paulita - Pyoko (Digi Charat Nyo
- Márcia Regina - Shampoo (Ranma 1/2)

Revelação
- Celso Alves - Alamis (Efeito Cinderela)
- Matheus Perissé - Mano Criança (Happy Feet - O Pinguin)
- Pedro Alcântara - Coby (One Piece)
- Spencer Toth - Teseu (Os Cavaleiros do Zodíaco: Prólogo do Céu)
- Thiago Zambrano - Thoma (Os Cavaleiros do Zodíaco: Prólogo do Céu)

Melhor Direção
- Guilherme Briggs - Bambi 2
- Hermes Baroli - CDZ Saga de Hades (episódio 0) / Dubrasil
- Marcelo Campos - CDZ Saga de Hades (episódios 1 a 13) / Álamo
- Marli Bortoleto - Love Hina
- Pádua Moreira - Piratas do Caribe 2

Melhor Trilha Sonora Adaptada
- Cavaleiros do Zodíaco Saga de Hades - Álamo
- Deu a Louca na Chapeuzinho - Delart
- Hunter X Hunter - Gravado nos estúdios da Centauro
- Os Backyardigans - Vox Mundi
- Pokémon (8ª Temporada) - Centauro

Tradução
- Cristina Parras e Junior Fonseca - Zatch Bell
- Garcia Júnior - Carros
- Iara Peracci - Piratas do Caribe 2
- Larissa Andrade - Pucca
- Marcelo Del Greco, Arnaldo Oka e Johnny Herrera - Cavaleiros do Zodíaco Saga de Hades

Técnico de Som
- Cavaleiros do Zodíaco - Hades (ep. 0) * Dubrasil
- Carros - Delart / Disney
- CSI - Vox Mundi
- Efeito Cinderela - Uniarthe
- Lost - Álamo

Mixagem
- Cavaleiros do Zodíaco - Hades (ep. 0) * Dubrasil
- Carros - Delart / Disney
- Efeito Cinderela - Uniarthe
- High School Musical - Álamo
- Pokémon (8ª Temporada) - Centauro

Narração/Locução
- Fábio Moura - Pokémon (8º Temporada)
- Gilberto Rocha Jr. - Ranma 1/2 (Placas do Panda)
- Márcio Shorimbroish - Efeito Cinderela
- Nádia Carvalho - Desperate Housewives (Voz de Mary Alice)
- Raul Schlosser - Viewtiful Joe

## Lista de Vencedores
- Fontes:[2][4]

| Ano  | Categoria                                                                                 | Vencedor                                                                                                   |
| ---- | ----------------------------------------------------------------------------------------- | --- |
| 2007 | Melhor Dublagem                                                                           | Lost - 1ª Temporada (Álamo)                                                                                |
| 2007 | Melhor Direção de Dublagem                                                                | Os Cavaleiros do Zodíaco: A Saga de Hades (Marcelo Campos - episódios 1 a 13 e Hermes Baroli - episódio 0) |
| 2007 | Melhor Dublador de Protagonista                                                           | Marco Antônio Costa (Capitão Jack Sparrow - Os Piratas do Caribe 2)                                        |
| 2007 | Melhor Dubladora de protagonista                                                          | Fátima Noya (Ranma - Ranma ½)                                                                              |
| 2007 | Melhor Dublador de Coadjuvante                                                            | Mário Jorge Andrade (Mate - Carros)                                                                        |
| 2007 | Melhor Dubladora de Coadjuvante                                                           | Márcia Regina (Shampoo - Ranma ½)                                                                          |
| 2007 | Melhor Narrador (a) ou locutor (a)                                                        | Nádia Carvalho (Desperate Housewives - Voz de Mary Alice)                                                  |
| 2007 | Melhor Dublador de Protagonista – Escolha do Público                                      | Vagner Fagundes (Ruffy - One Piece)                                                                        |
| 2007 | Melhor Dubladora de protagonista – Escolha do Público                                     | Gisa della Mare (Alice - Efeito Cinderela)                                                                 |
| 2007 | Melhor Dublador de Coadjuvante – Escolha do Público                                       | Jorge Vasconcellos (Diretor Sapão - Meu Amigo da Escola é um Macaco)                                       |
| 2007 | Melhor Dubladora de Coadjuvante – Escolha do Público                                      | Cecília Lemes (Artemis - Os Cavaleiros do Zodíaco: Prólogo do Céu)                                         |
| 2007 | Melhor Narrador (a) ou locutor (a) – Escolha do Público                                   | Raul Schlosser (Viewtiful Joe)                                                                             |
| 2007 | Melhor Revelação                                                                          | Pedro Alcântara (Coby - One Piece)                                                                         |
| 2007 | Melhor Tradução (Tradutor ou Tradutora)                                                   | Carros (Delart - Garcia Jr.)                                                                               |
| 2007 | Melhor Mixagem (Mixadores)                                                                | Carros (Delart)                                                                                            |
| 2007 | Melhor Captação de áudio (Técnicos de Som)                                                | CSI (Vox Mundi)                                                                                            |
| 2007 | Melhor Trilha Sonora ou Canção Adaptada para o Português (Música – Tradutor / Interprete) | Deu a Louca na Chapeuzinho (Delart)                                                                        |

### Prêmios Especiais
- Troféu Anime Dreams – Um Oscar da Dublagem honorário, entregue durante o mês de janeiro para um dublador que se destacou pelo conjunto de sua obra e importância para a dublagem brasileira. Os premiados foram Zodja Pereira e Christiano Torreão.

- Troféu Noeli Santisteban – Prêmio dado a profissionais que incentivam e promovem a dublagem no país. Neste ano, o prêmio foi dado para a jornalista Fernanda Furquim, pelo seu trabalho entrevistando dubladores para a revista TV Séries.

- Troféu OhaYO! – Prêmio dado desde 2006 para revistas, sites, comunidades no Orkut, fóruns ou qualquer veículo de divulgação da dublagem no Brasil. Neste ano, ele passou a ser escolhido pela organização. O homenageado foi o fórum Dublanet.